# 中国人民解放军离休干部荣誉证
中国人民解放军离休干部荣誉证，是由中国人民解放军的军以上单位政治机关颁发给留在军队管理的离休干部的身份证件。
军队离休干部，仍然是军内人员，已经退出现役，但不具有普通居民的户籍与居民身份证。离休干部荣誉证的编号，由各大单位从00001起统一编排，编号前冠以各大单位简称。
1996年2月7日，总政治部发文“关于制发《中国人民解放军离休干部荣誉证》的通知”（[1996]政干字第207号），规定离休干部荣誉证是离休干部的有效身份证件，自1996年7月1日起正式启用。
北京、上海等地规定持《中国人民解放军离休干部荣誉证》可以免票乘坐地铁。